# Томас Коул
То́мас Ко́ул (англ. Thomas Cole; 1 лютого 1801 — 11 лютого 1848) — американський художник-пейзажист, засновник Школи річки Гудзон, однієї з найвпливовіших шкіл пейзажного живопису США XIX століття.

## Біографія
Томас Коул народився 1 лютого 1801 року в місті Болтон в Ланкаширі, Англія. У 1819 році його родина емігрувала до Сполучених Штатів і спершу поселилась у Філадельфії, де жила з різьбярства по дереву. Природа Америки контрастувала з індустріальними регіонами Англії, що вплинуло на юного Томаса, котрий в дорослому віці прославляв природу і просте життя серед неї. Потім родина переселилась до міста Стьюбенвіля штату Огайо, де батько почав бізнес із виробництва шпалер. Томаса не приваблював бізнес і він почав навчання на художника в мандрівного портретиста Стейна. Особливий успіх у написанні портретів йому не супроводжував, тому незабаром він спрямувався на створення пейзажів. У 1823 році художник переселився до Піттсбургу, де навчався у Академії витончених мистецтв, а потім ненадовго повернувся до Філадельфії.
У 1825 році Коул переїхав до Кетскіллу в штаті Нью-Йорк, де створював пейзажі, зокрема на біблійну тематику. Йому вдалося продати кілька своїх робіт заможному комерсанту Джорджу Бруену. Незабаром той оплатив літню поїздку Коула в долину Гудзону, де той написав роботи «Водоспад Каатерскілл» і «Вид форту Патнем», які згодом принесли йому славу. Повернувшись до Нью-Йорка, художник виставив написані в подорож пейзажі на вітрині книгарні, що привернуло увагу художників Джона Трамбулла, Ашера Дюрана і Вільяма Данлепа. Вражений роботами юного пейзажиста, Джон Трамбулл, відомий за картинами американської революції, купив одну з його робіт. Він познайомив Коула з Робертом Гілмором і Деніелом Водсвортом, що стали покровителями художника і регулярно купували його роботи. Того ж року Томас Коул став одним із співзасновників Національної академії дизайну в Нью-Йорку.
Швидкий успіх дозволив Томасу Коулу зібрати кошти для подорожі по Європі, в яку він вирушив у 1829 році. Художник зокрема відвідав Англію, де познайомився з Вільямом Тернером і Джоном Констеблем. Упродовж 1831-32 років він проживав у Італії, де створив низку полотен на тему античної міфології, а також численні пейзажі. Під враженням від подорожі він намалював серію картин «Шлях імперії», в якій зобразив розвиток і занепад цивілізації. Попри естетичну схожість до Римської імперії, у серії не йдеться про неї, натомість роботи були попередженням для США. В 1835 році він повернувся в Кетскілл, де зустрів свою майбутню дружину Марію Бартоу. В їхньому шлюбі народилося 5 дітей.
У 1840 році Коул створив другу відому серію робіт — «Подорож життя», що алегорично зображає різні життєві періоди людини. В 1841-42 роках Томас здійснив другу подорож до Італії, після чого продовжив малювати американську природу, зокрема околиці Кетскіллу. В 1844 році він почав навчання Фредеріка Едвіна Черча, що став його послідовником. У 1846 році Коул розпочав серію, що мала увінчати його творчий шлях — «Хрест і світ». Проте, вона лишилась незавершеною, оскільки Томас Коул помер 11 лютого 1848 року в Кетскіллі від плевриту, на який захворів імовірно під час чергового виїзду на малювання природи.

## Галерея

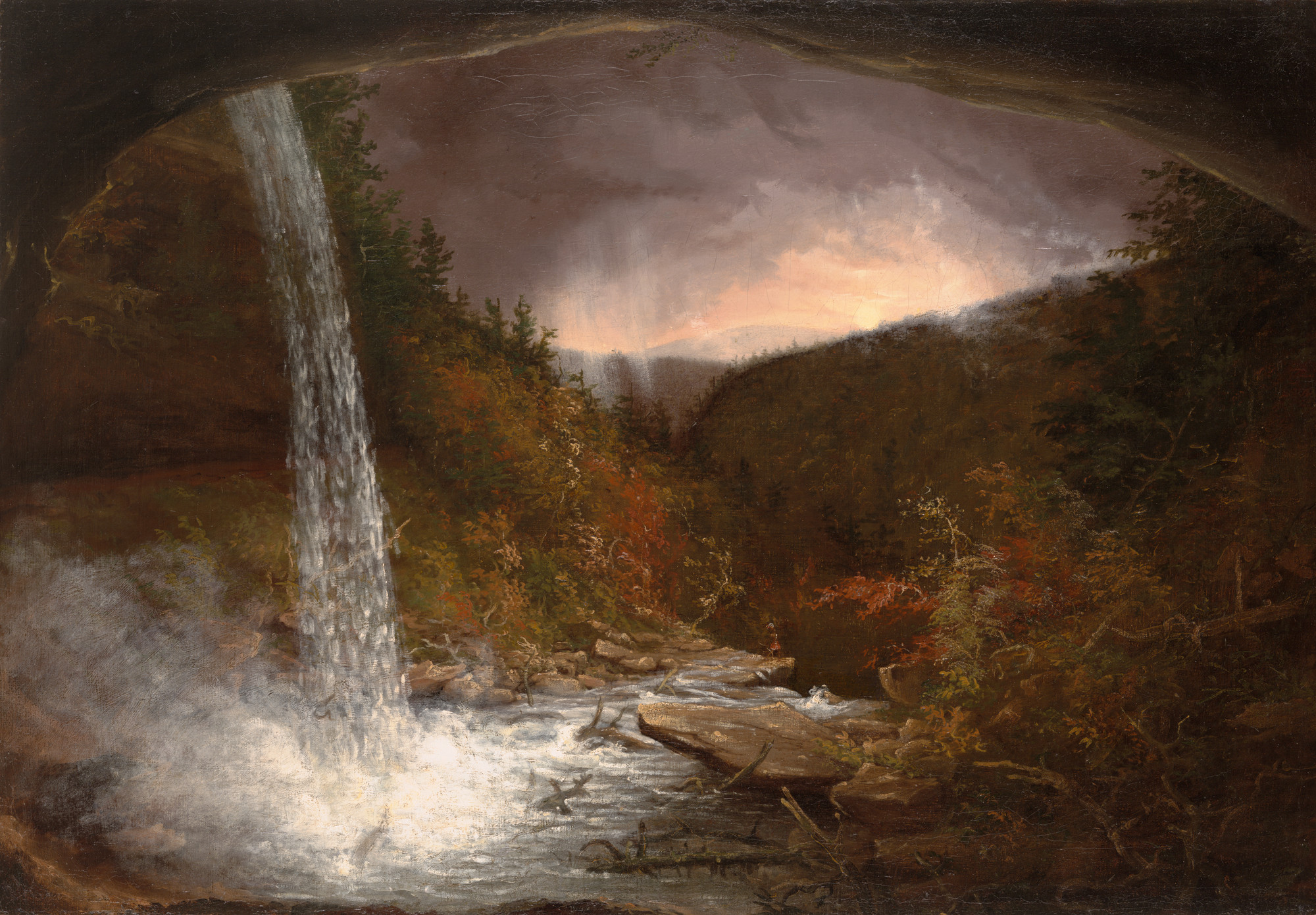
«Водоспад Каатерскілл», 1826
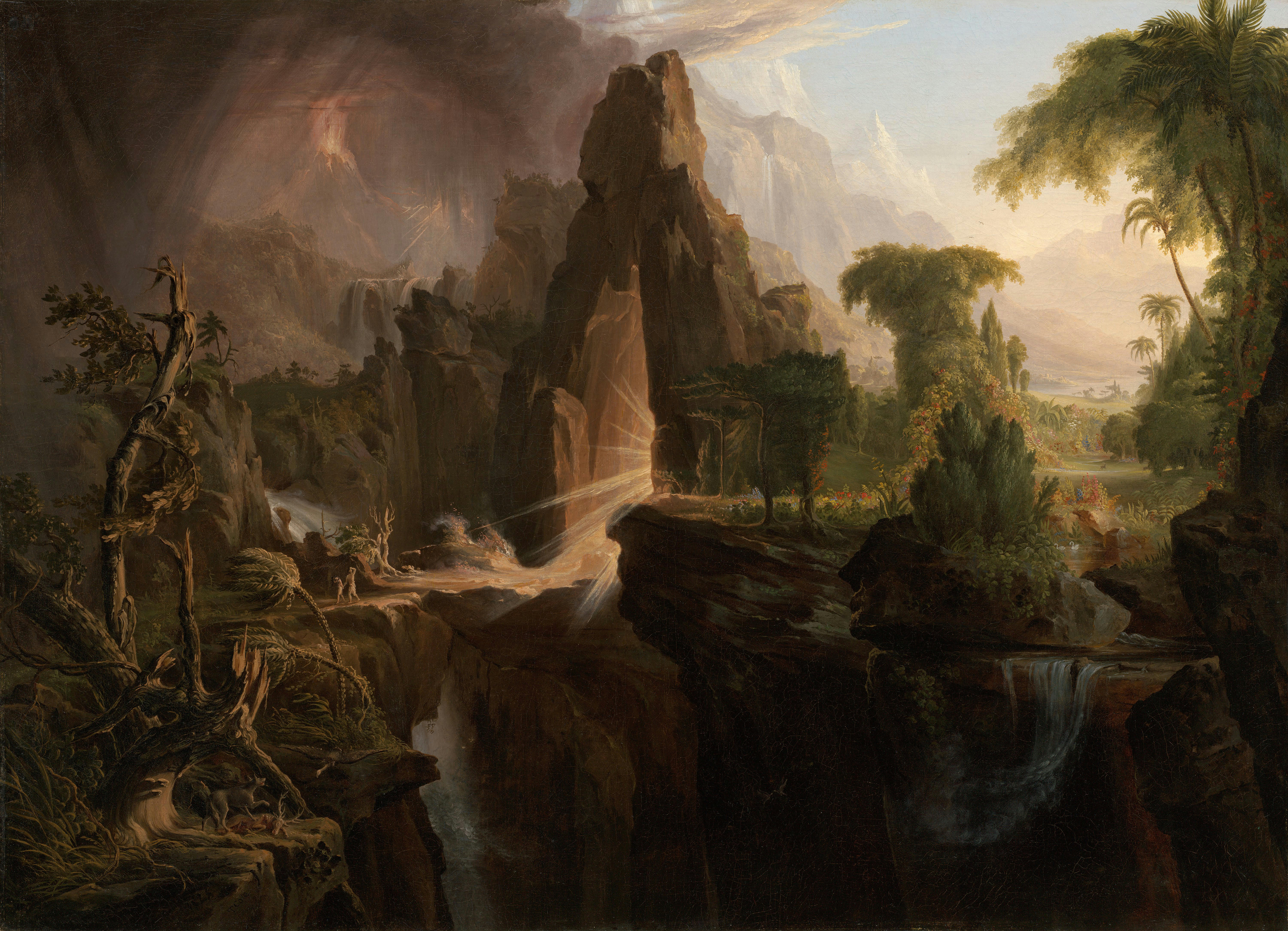
«Вигнання з Едемського саду», 1828
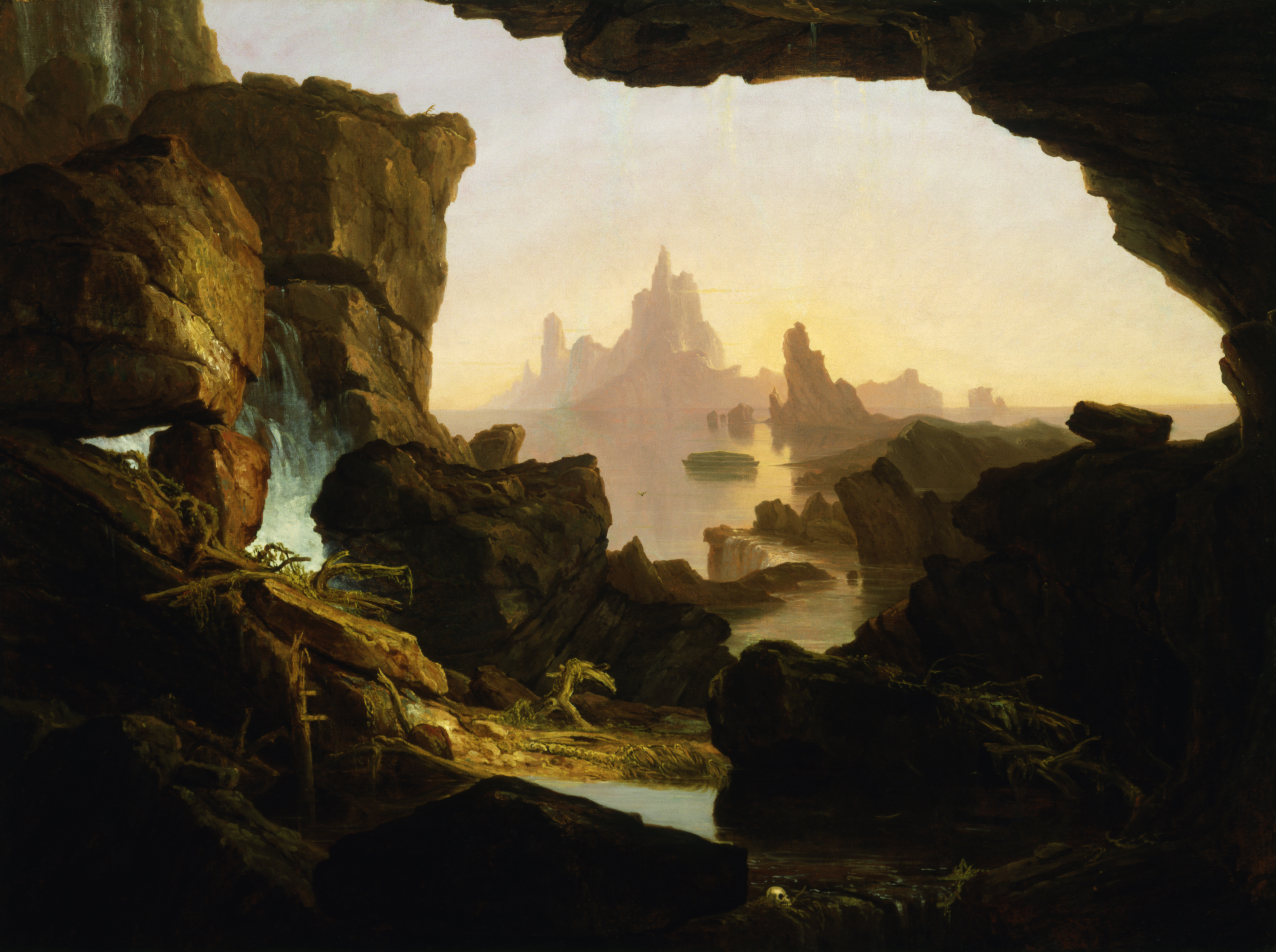
«Спадання вод Потопу», 1829
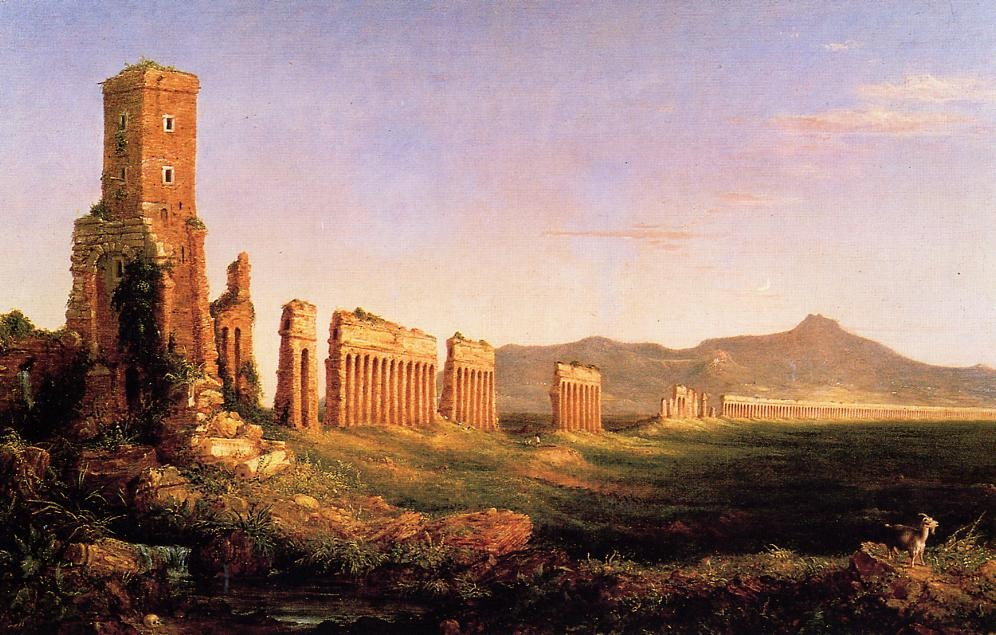
«Акведук поблизу Риму», 1832
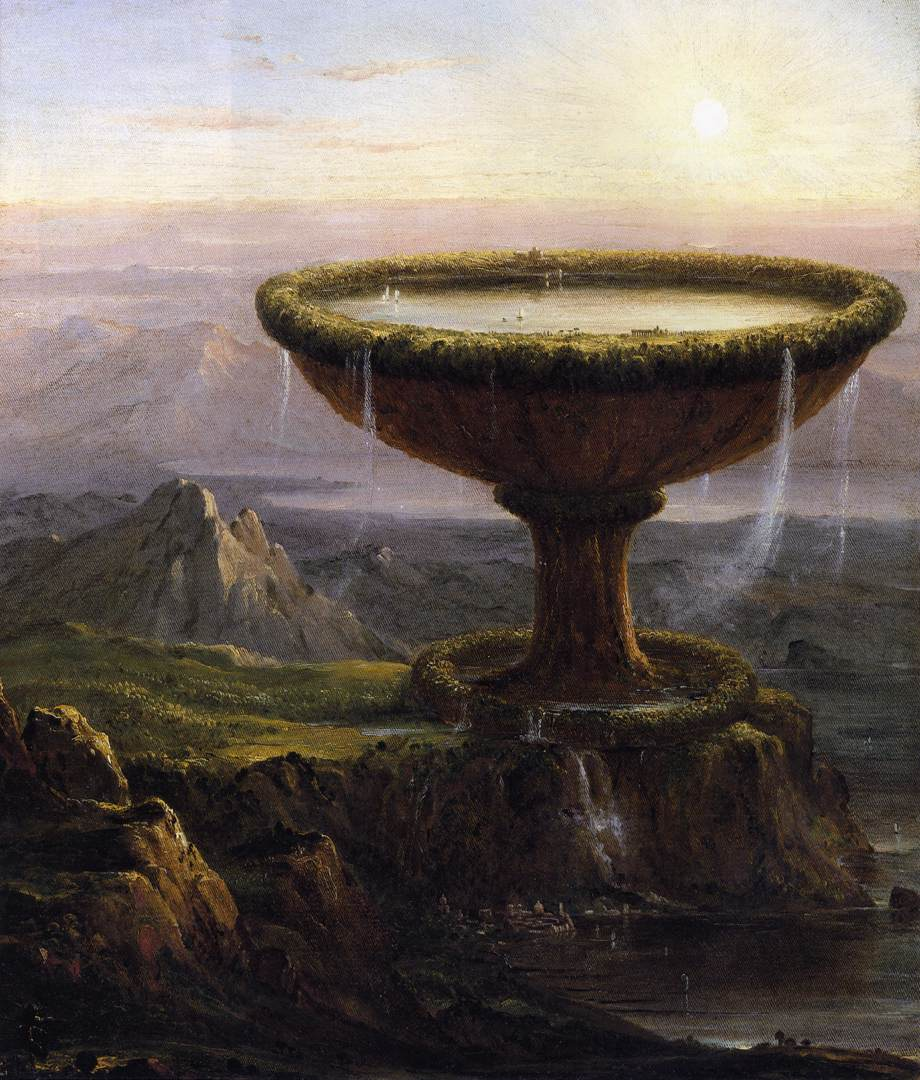
«Кубок титанів», 1833
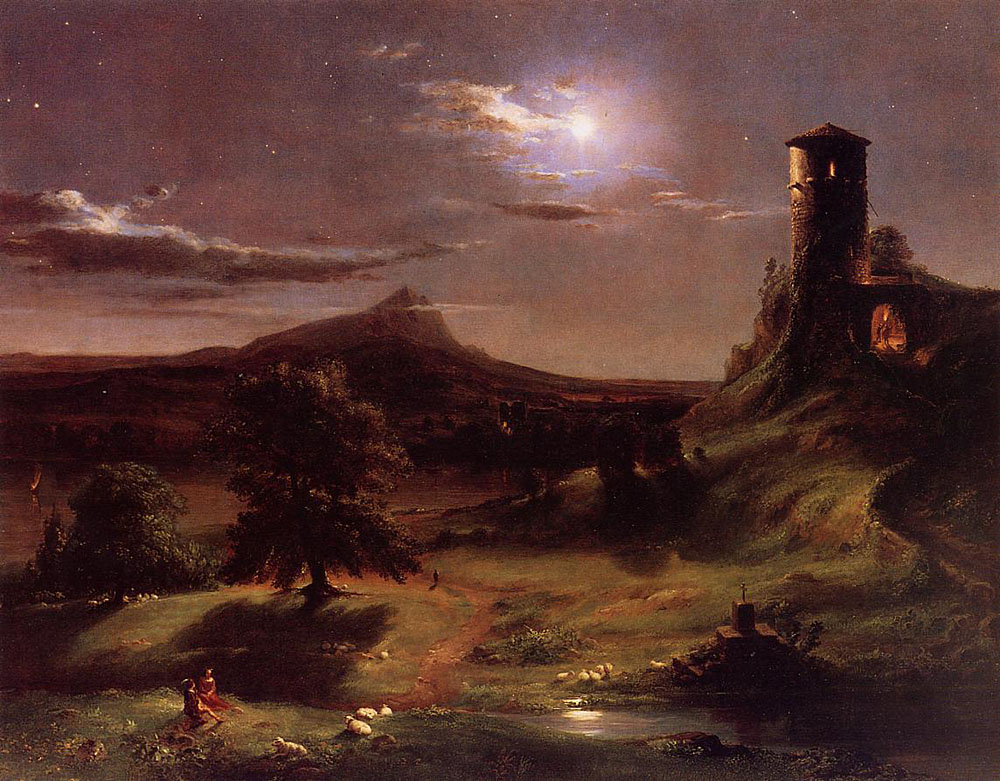
«Місячне світло», 1834-35
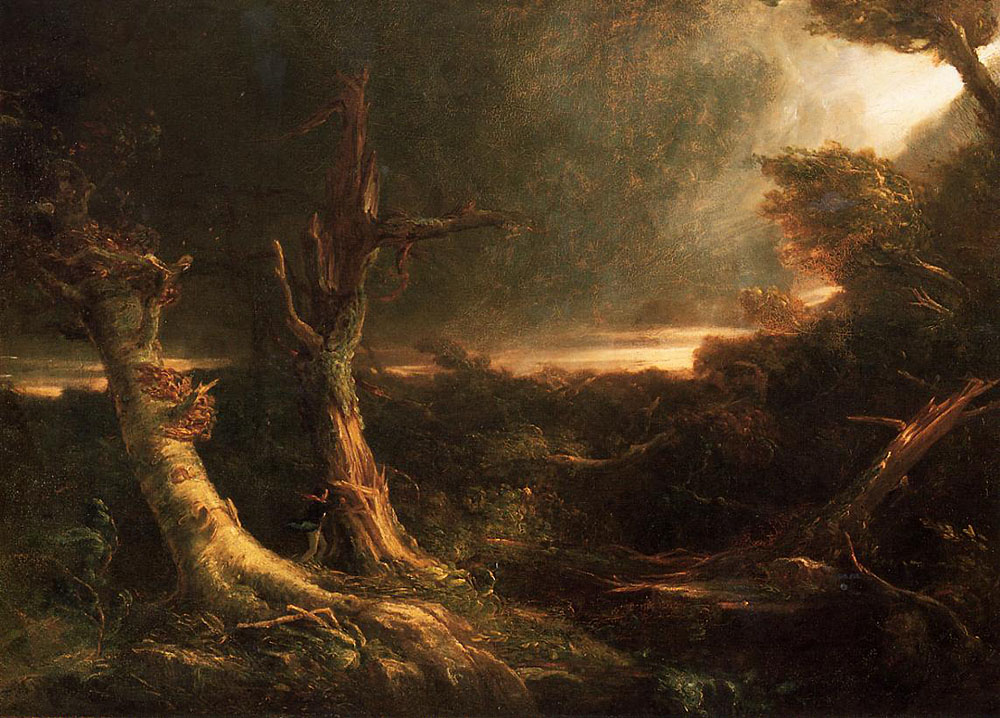
«Торнадо», 1835
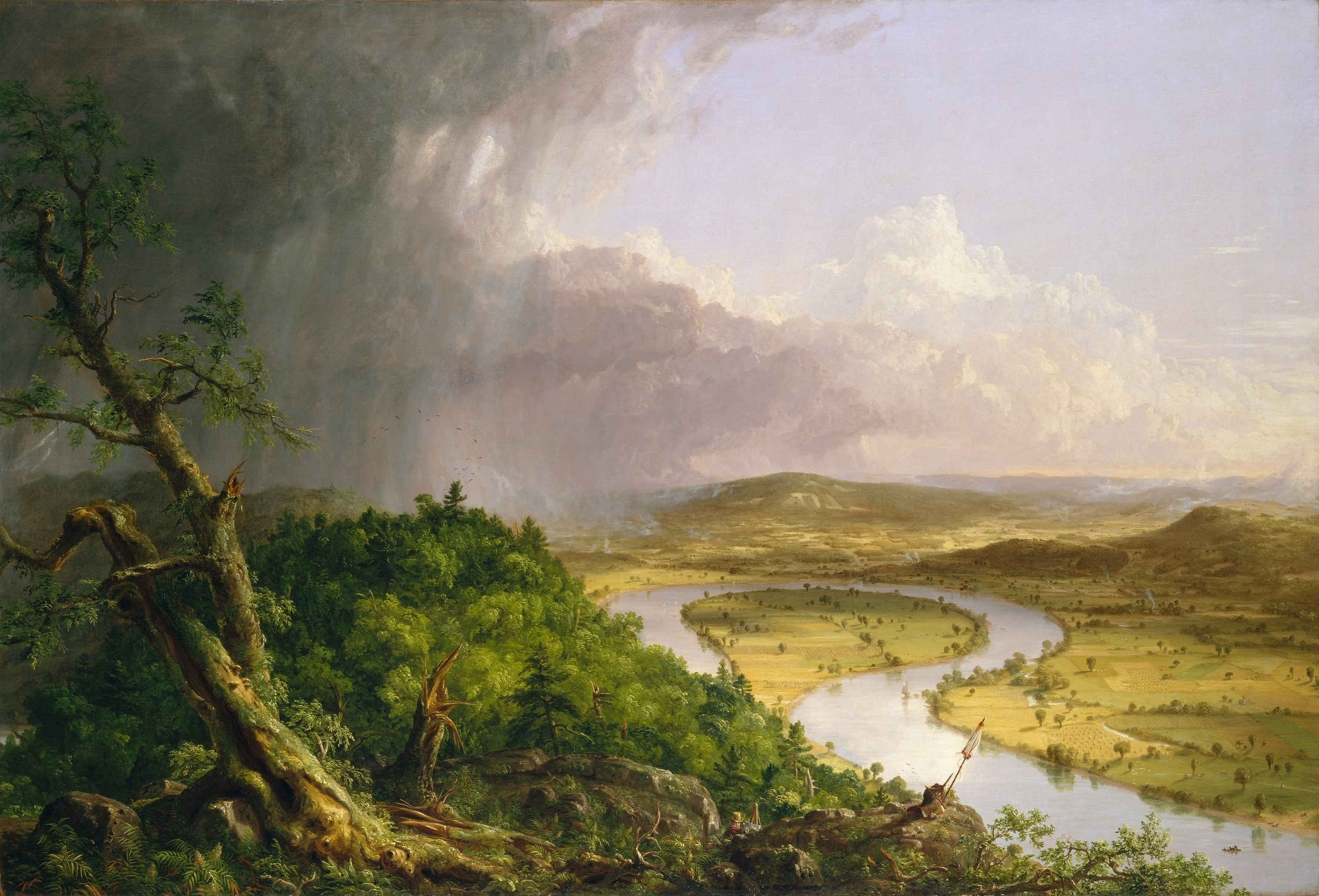
«Вигин», 1836
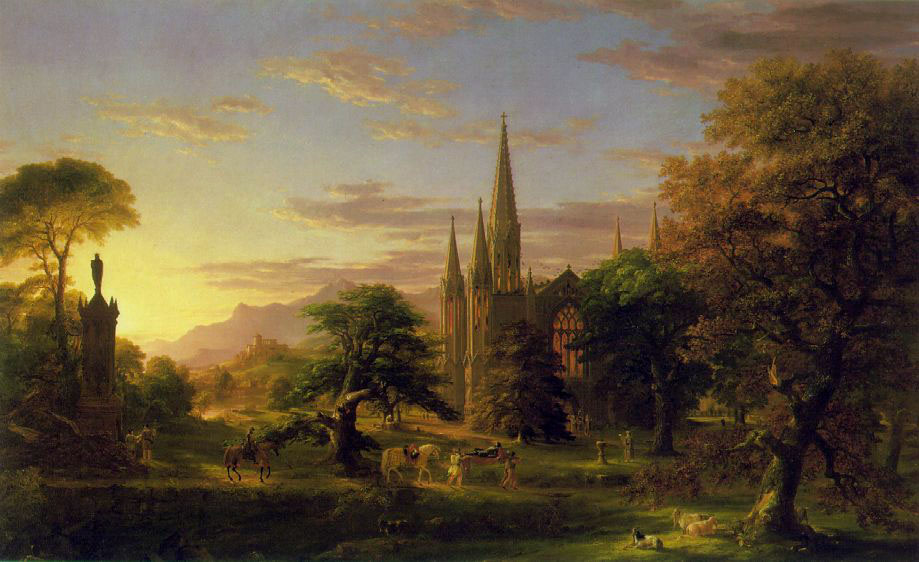
«Повернення», 1837
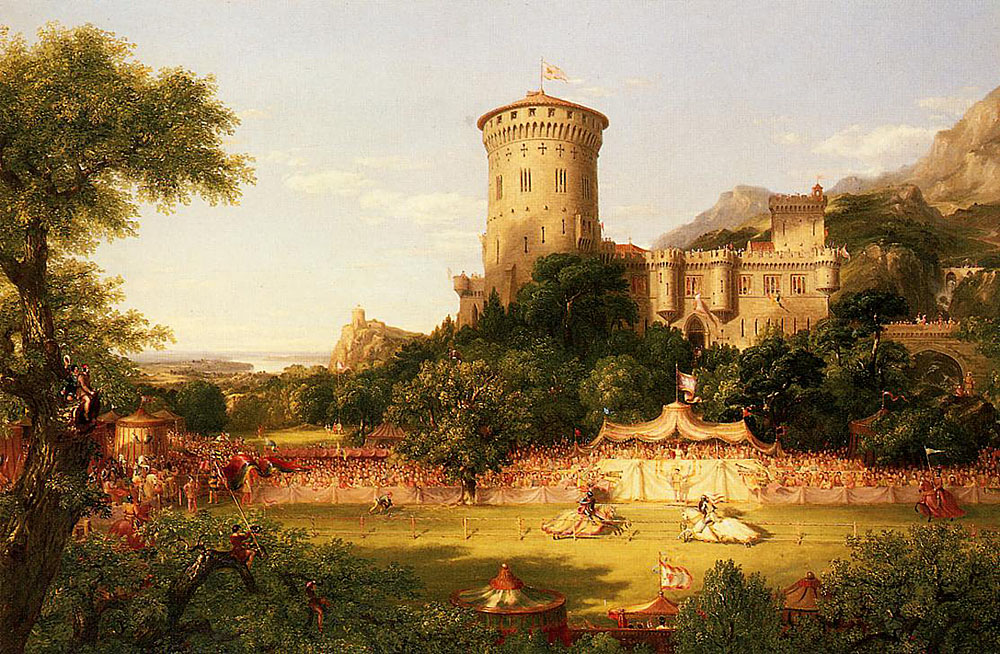
«Минувшина», 1838
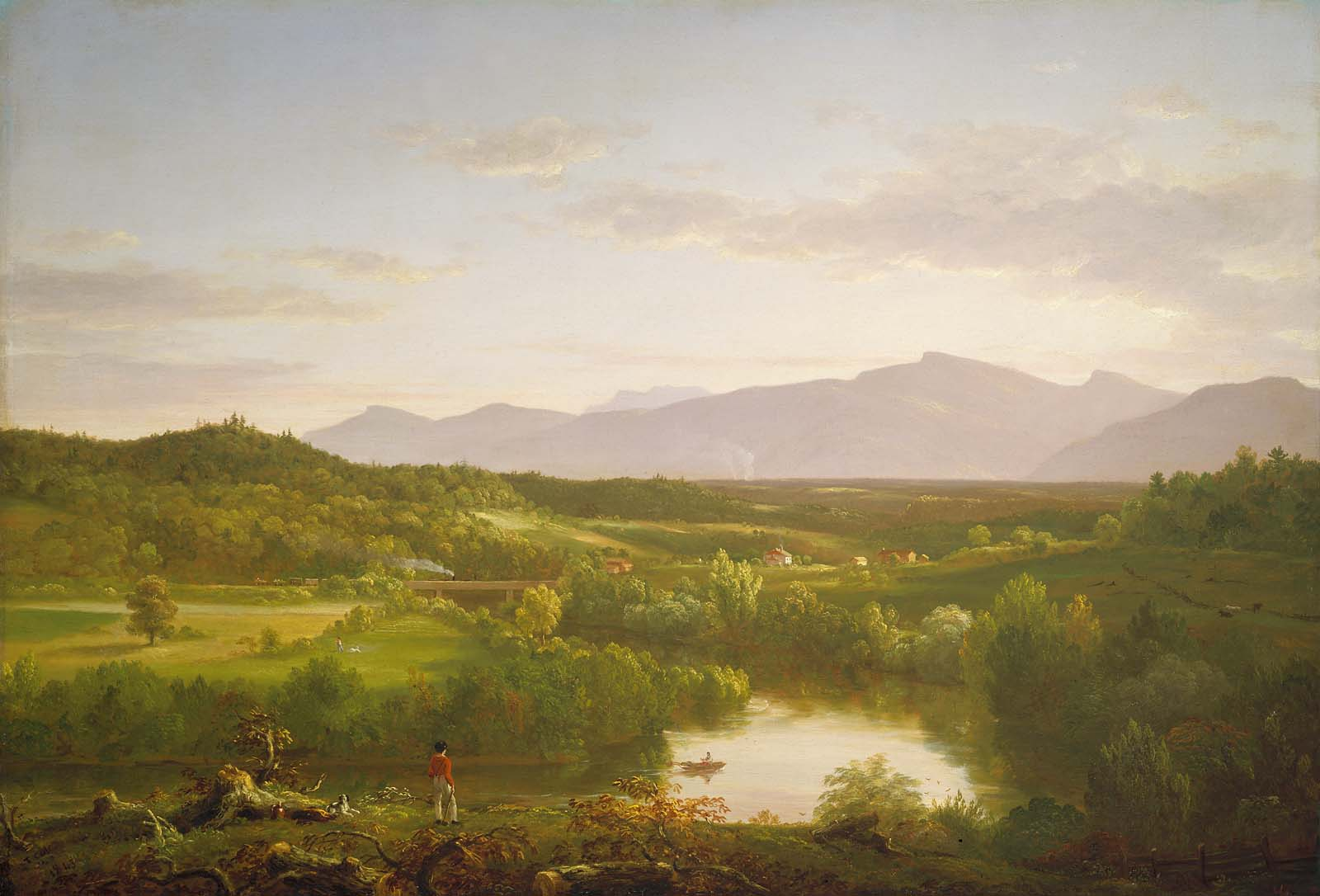
«Річка у Кетскіллі», 1843
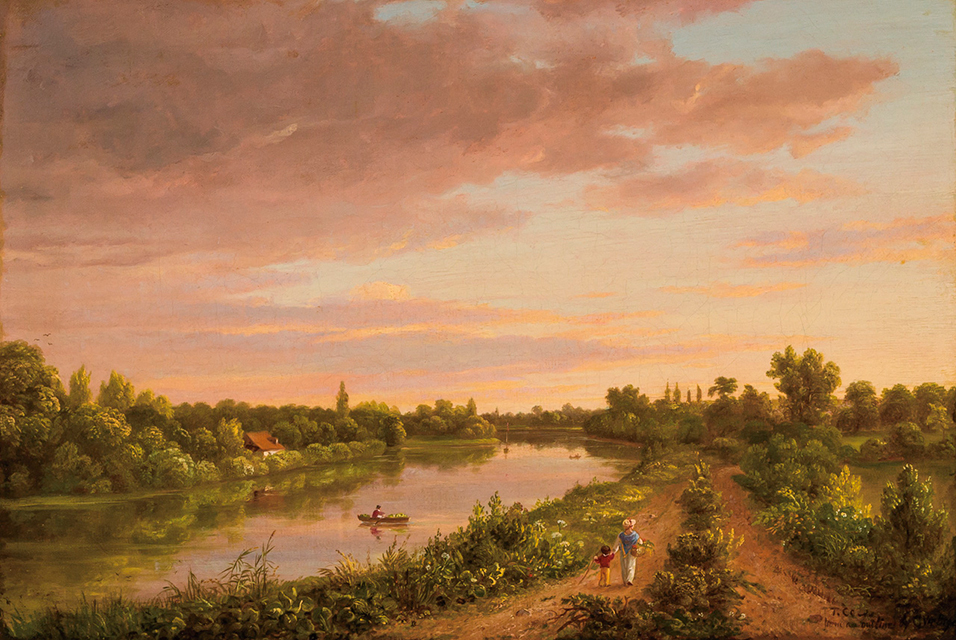
«Вид на Темзу», 1845
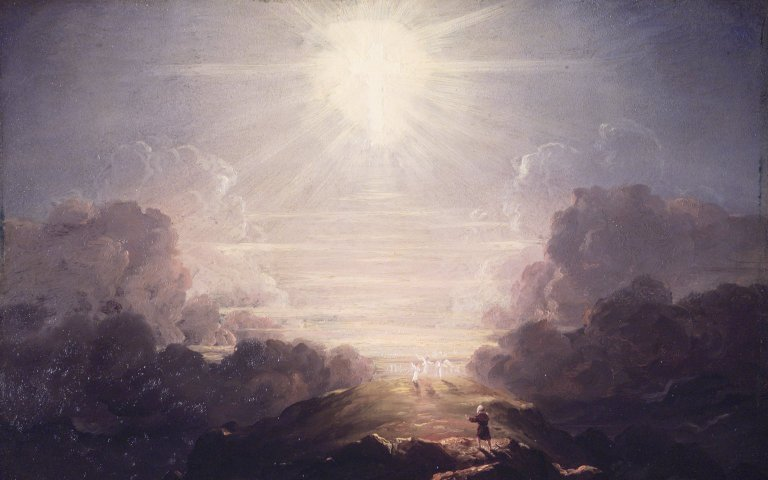
Незавершена картина з серії «Хрест і світ», 1846-47

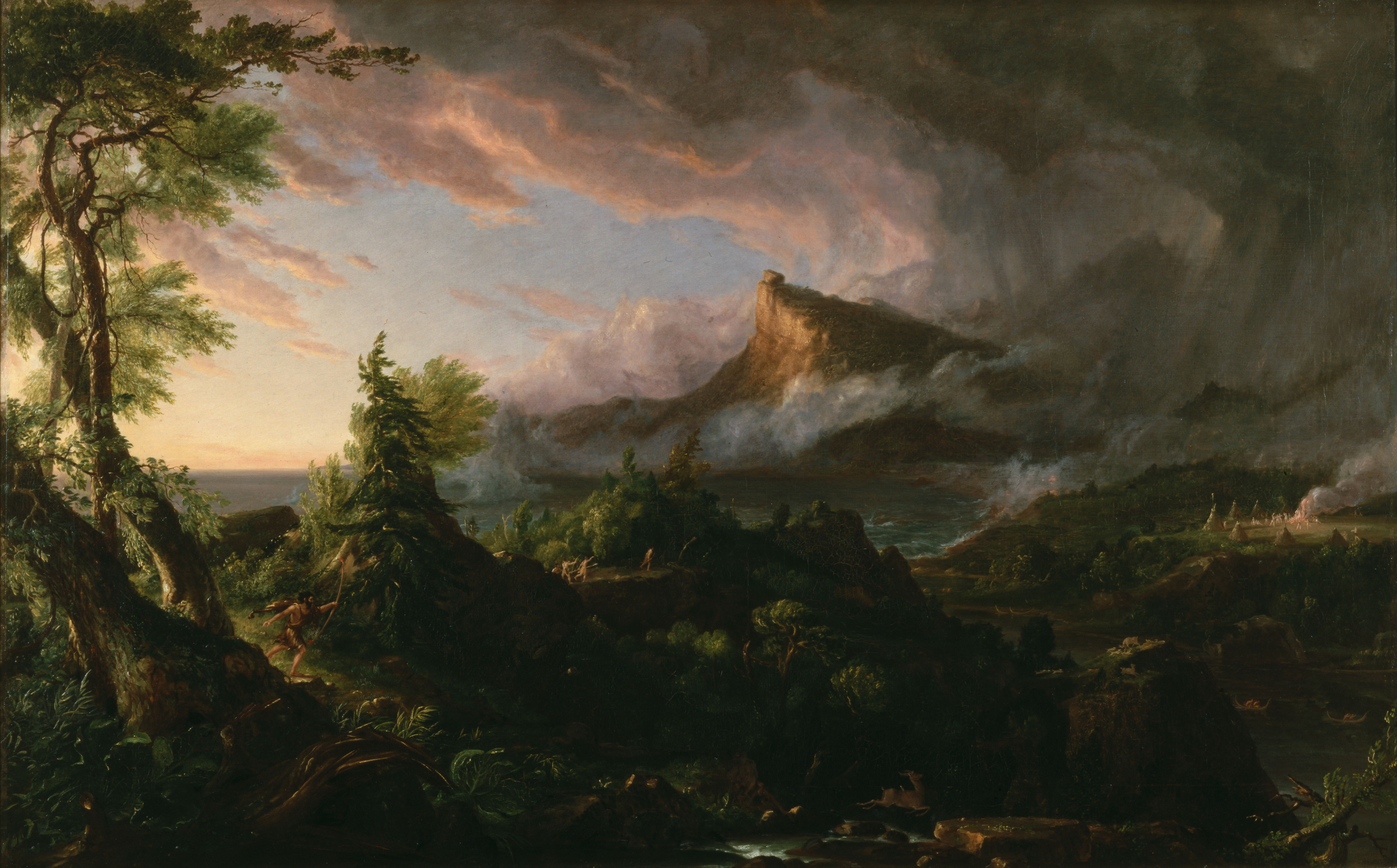
«Шлях імперії — дикість», 1834
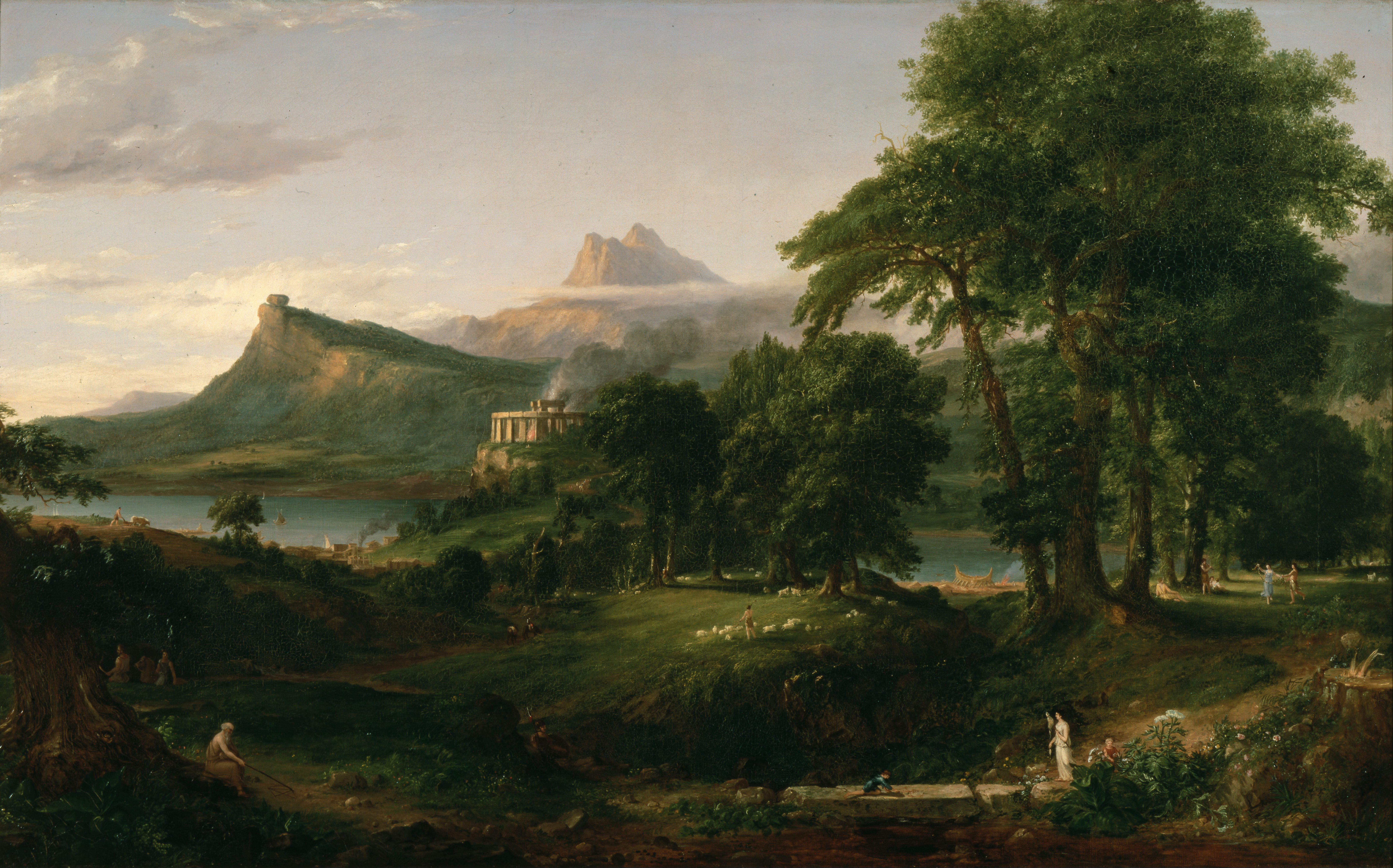
«Шлях імперії — пастораль», 1834
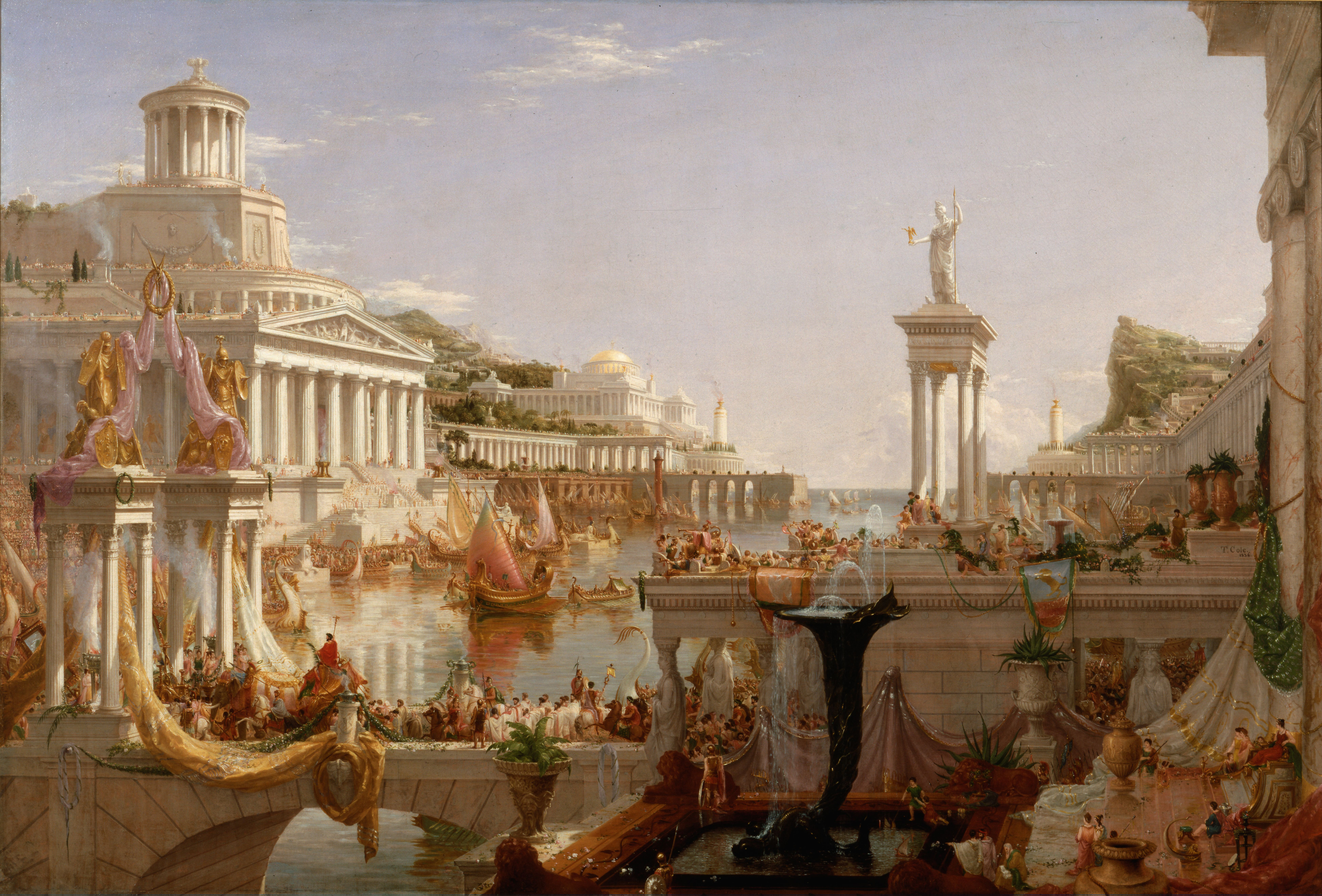
«Шлях імперії — розквіт», 1836
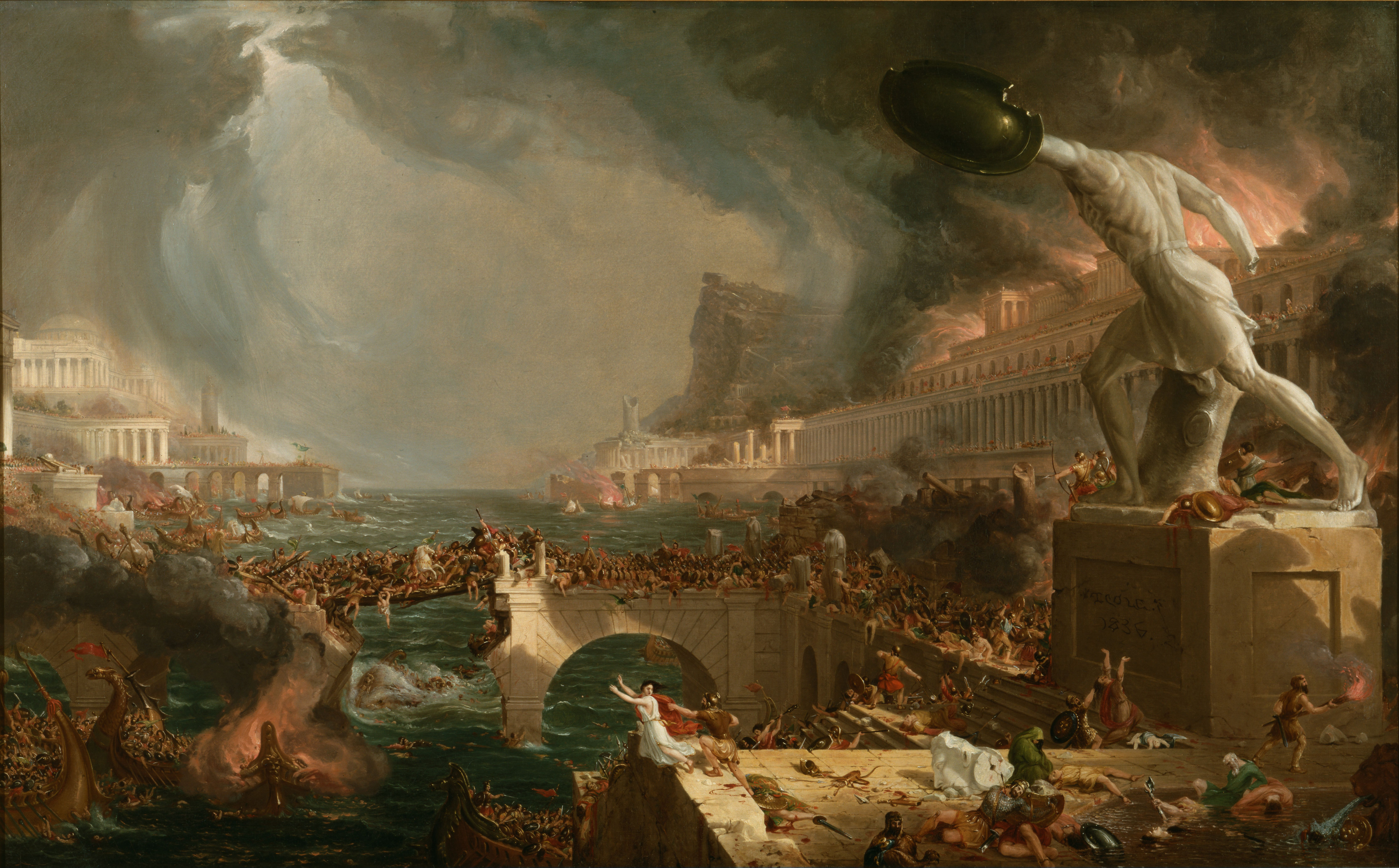
«Шлях імперії — руйнація», 1836
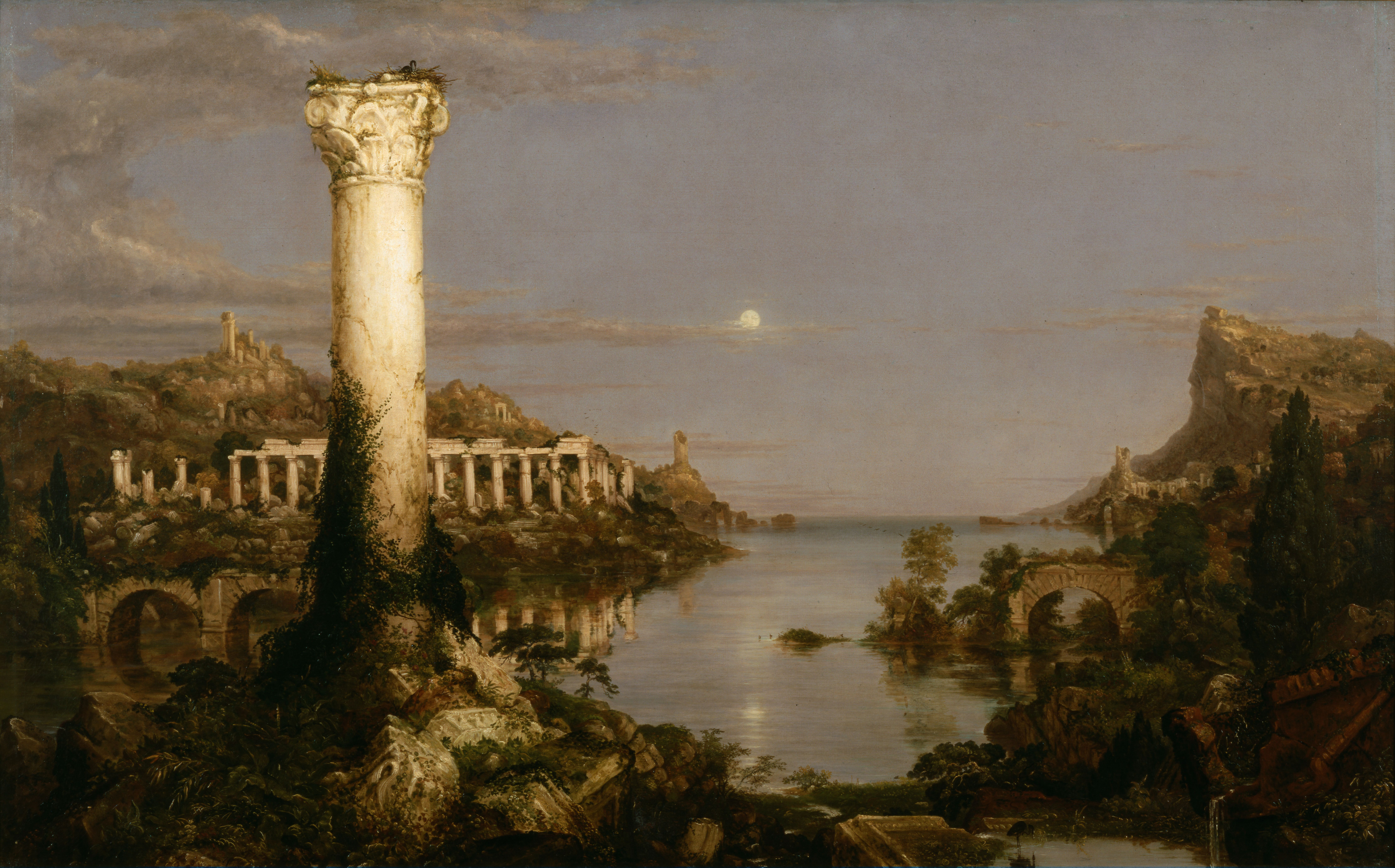
«Шлях імперії — пустка», 1836

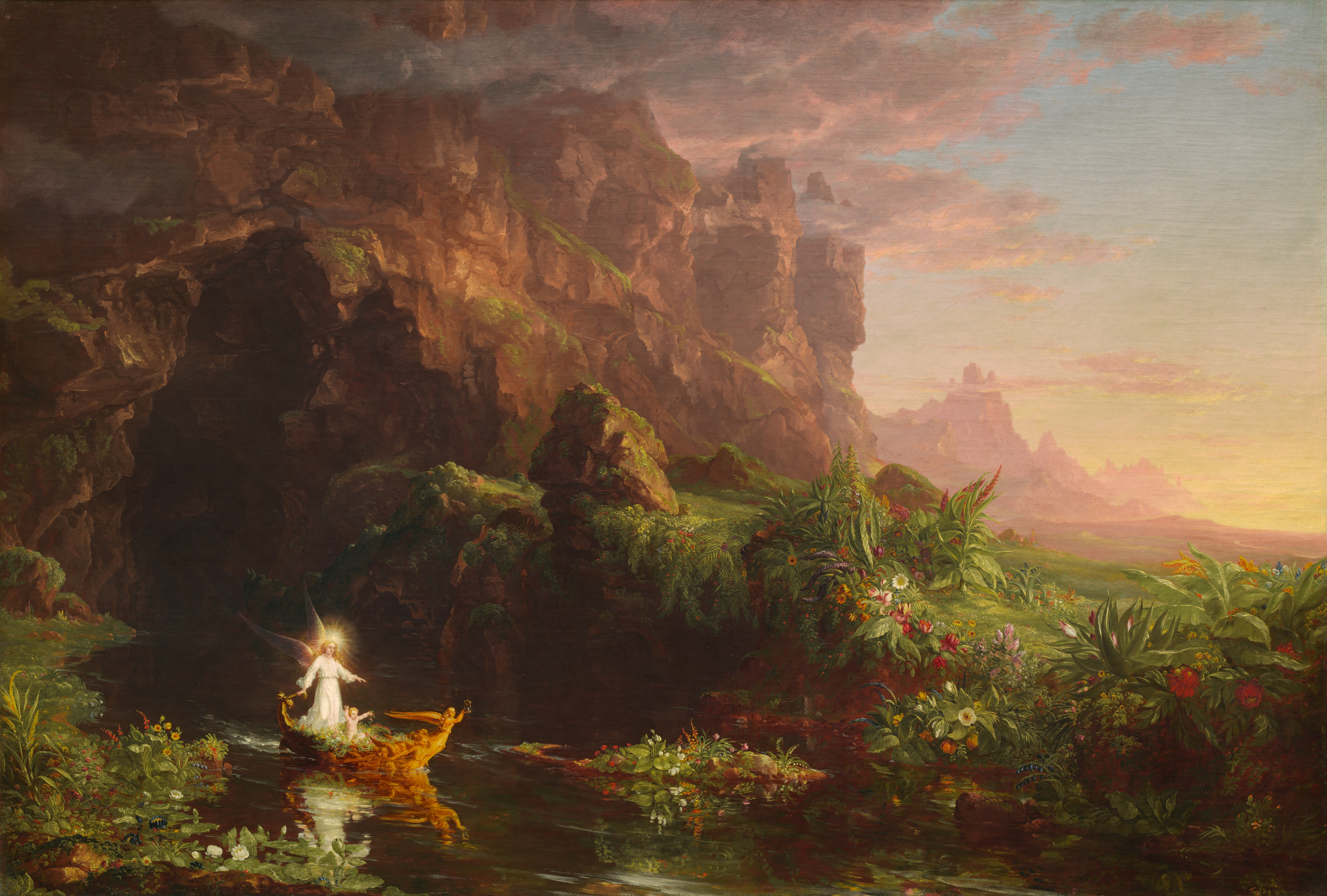
«Подорож життя — дитинство», 1842
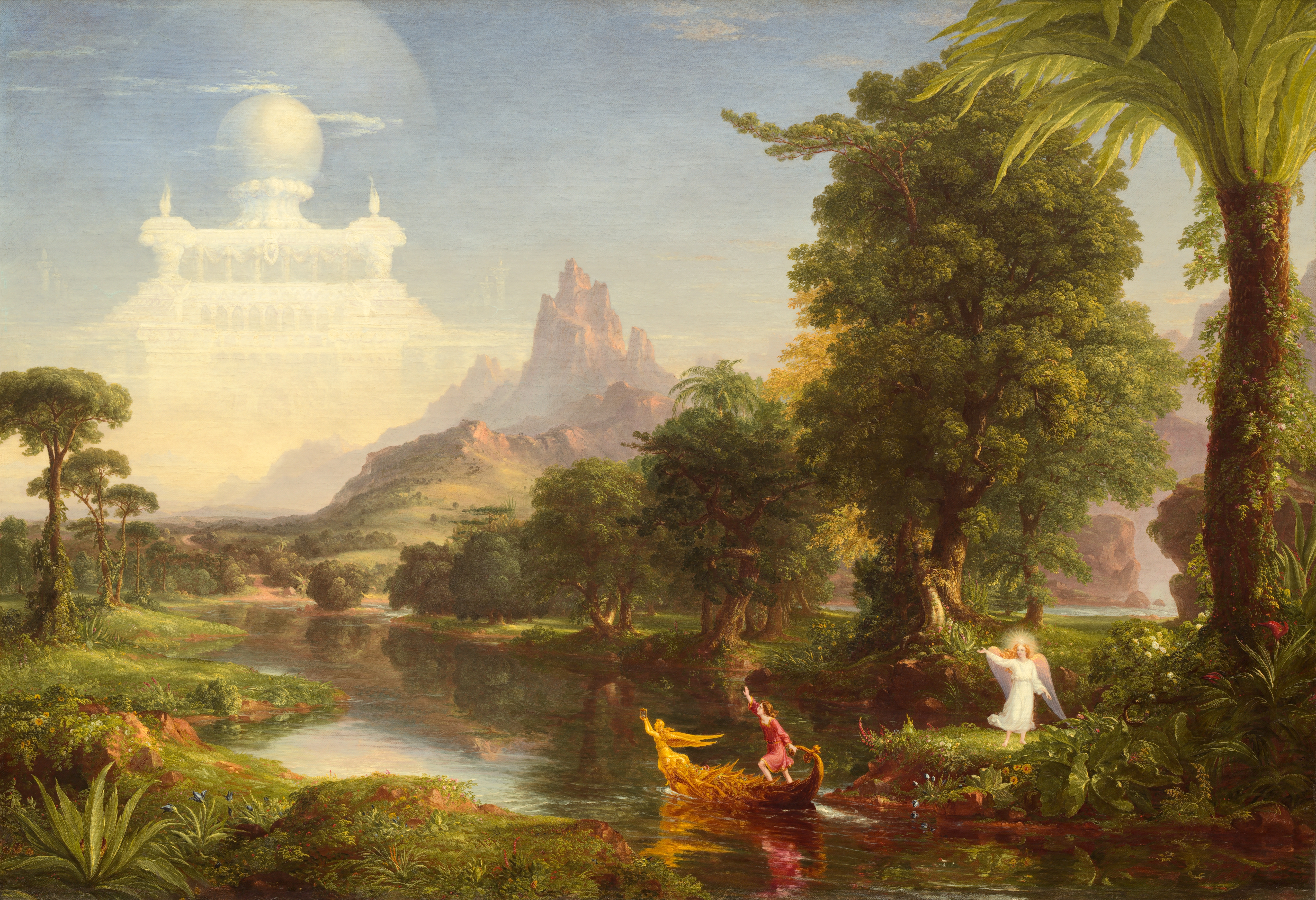
«Подорож життя — юність», 1842
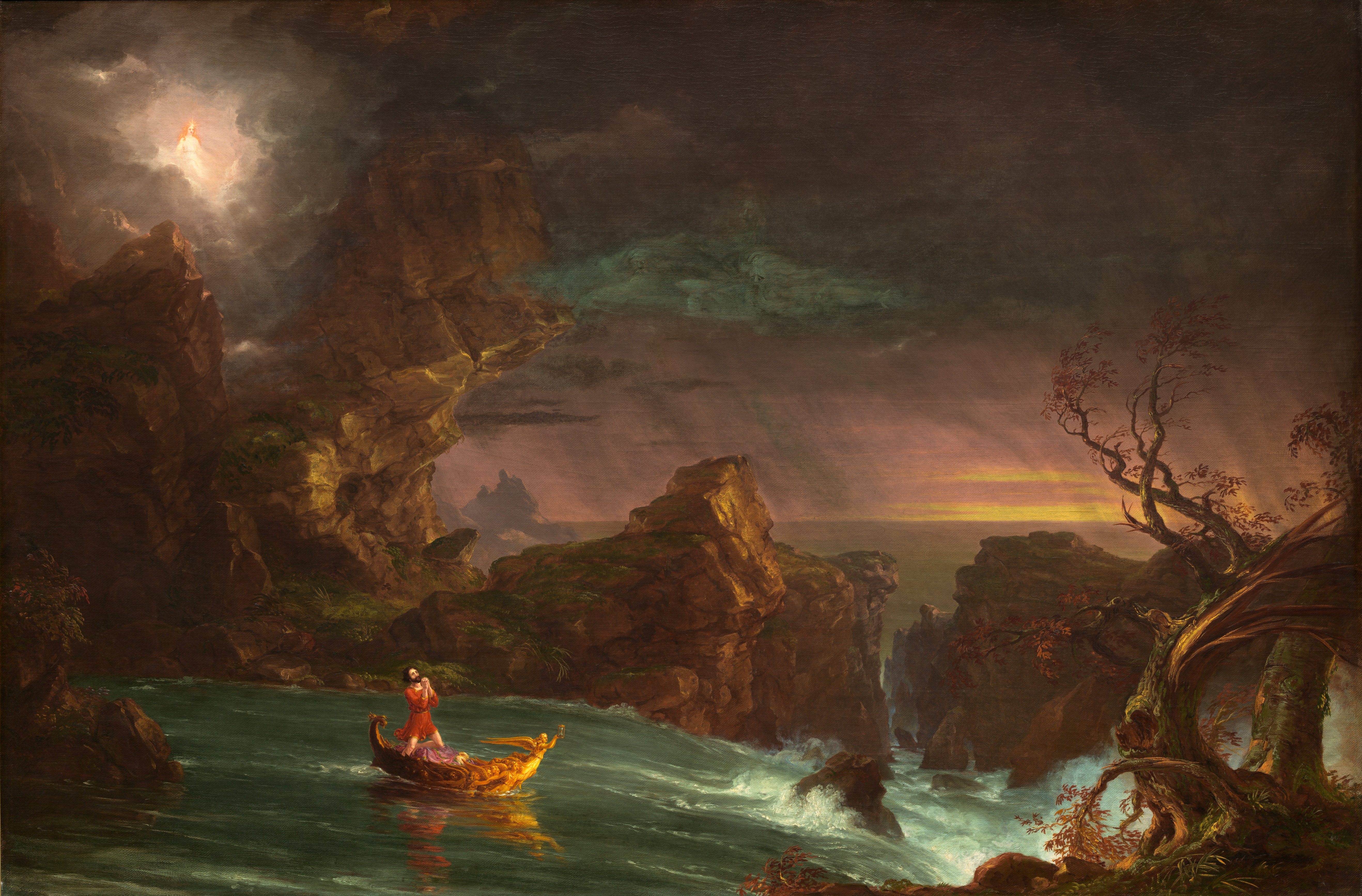
«Подорож життя — зрілість», 1842
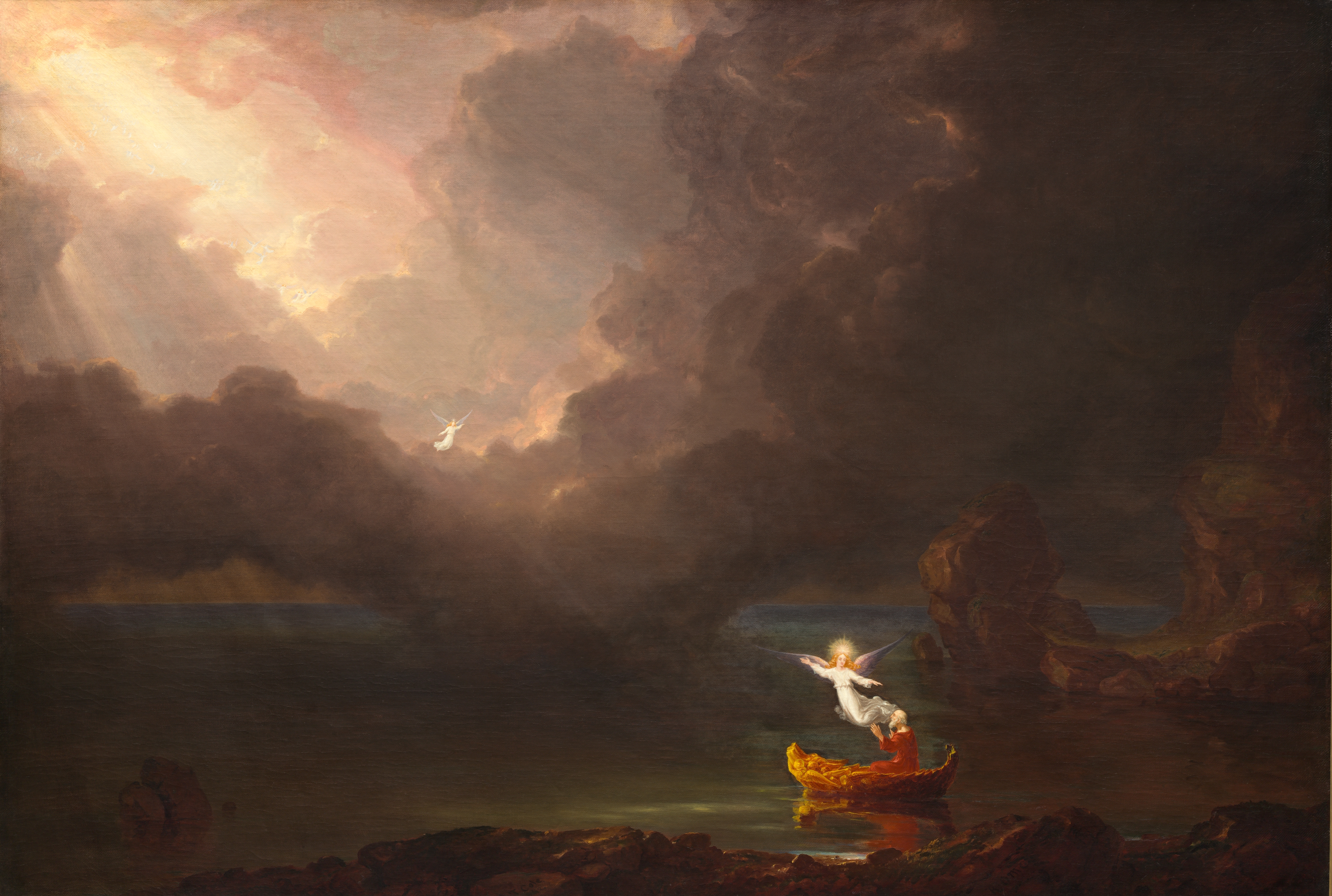
«Подорож життя — старість», 1842